# Hymedesmia lissostyla
Hymedesmia lissostyla är en svampdjursart som först beskrevs av Patricia R. Bergquist och Fromont 1988.  Hymedesmia lissostyla ingår i släktet Hymedesmia och familjen Hymedesmiidae. Inga underarter finns listade i Catalogue of Life.